# Пауло Сержио
Па́уло Се́ржио Силве́стре до Насиме́нто (порт.-браз. Paulo Sérgio Silvestre do Nascimento; 2 июня 1969, Сан-Паулу) — бразильский футболист, более известный как Паулу Сержиу, нападающий. Игрок национальной сборной (1991—1994).
В составе «Баварии» — двукратный чемпион Германии, обладатель кубка Германии, победитель Лиги чемпионов, а также обладатель Межконтинентального кубка. В составе сборной — чемпион мира.

## Клубная карьера
В профессиональном футболе дебютировал в 1988 году, выступая за команду «Коринтианс», в которой в течение года принял участие лишь в семи матчах чемпионата. В 1989 году был отдан в аренду в «Новоризонтино» для получения практики. Вернувшись в «Коринтианс» в 1990 году, стал регулярно выступать в составе команды и вскоре привлёк внимание скаутов европейских клубов.
В 1993 году принял предложение перейти в немецкий «Байер 04». Сыграл за команду из Леверкузена следующие четыре сезона своей карьеры. Большую часть времени, проведённого в составе «Байера», был основным игроком атакующего звена команды. В составе «Байера» был одним из главных бомбардиров команды, имея среднюю результативность на уровне 0,39 гола за игру первенства.
В 1997 году перешёл в «Рому» за 6 млрд лир, выступал впереди вместе с молодыми Франческо Тотти и Марко Дельвеккьо. Демонстрировал неплохую результативность (24 гола в 64 играх Серии A), однако в 1999 году руководство клуба приняло решение приобрести на его позицию Винченцо Монтеллу.
В 1999 году опытный нападающий вернулся в немецкую Бундеслигу, став игроком мюнхенской «Баварии», с которой добился наибольших успехов в своей клубной карьере. В течение трёх лет, проведённых в Мюнхене, бразилец дважды становился чемпионом страны, а также одерживал победы в Лиге чемпионов и розыгрыше Межконтинентального кубка.
В 2002 году 33-летний игрок продолжил выступления в эмиратском клубе «Аль-Вахда Абу-Даби», а в следующем году вернулся на родину, где и завершил профессиональную игровую карьеру в клубе «Баия».

## Выступления за сборную
В 1991 году дебютировал в официальных матчах в составе национальной сборной Бразилии. В течение карьеры в национальной команде, которая длилась четыре года, провёл в форме Селесао 13 матчей, забив два гола. В основном находился в тени звёздных форвардов сборной Бразилии того периода Ромарио и Бебето.
В составе сборной был участником чемпионата мира 1994 года в США, завоевал титул чемпиона мира.

## Достижения
Коринтианс
- Чемпион Лиги Паулиста: 1988
- Чемпион Бразилии: 1990

Бавария
- Чемпион Германии: 2000, 2001
- Обладатель Суперкубка Германии: 2000
- Обладатель кубка Германии: 2000
- Обладатель Кубка немецкой лиги: 2000
- Победитель Лиги чемпионов УЕФА: 2001
- Обладатель Межконтинентального кубка: 2001

Сборная Бразилии
- Чемпион мира по футболу: 1994